# Batalha do Buh Meridional

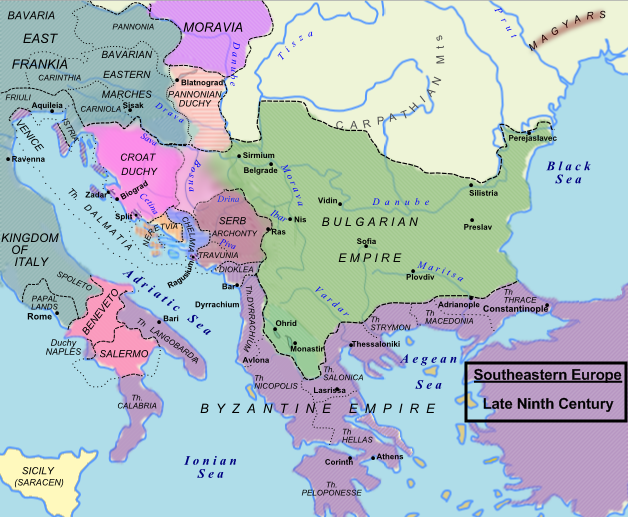
Imagem do mapa da época.Y 850 - Ponto de vista dos húngaros.

A Batalha do Buh Meridional ocorreu perto das margens do rio de mesmo nome, atualmente na Ucrânia, entre as forças do Império Búlgaro e os magiares. O resultado foi uma grande vitória búlgara que forçou os magiares a deixarem para sempre as estepes do sul da Ucrânia e migrarem para região onde fundariam o Reino da Hungria um século depois.

## Origens do conflito
Em 894, uma guerra irrompeu entre a Bulgária e o Império Bizantino depois que o imperador bizantino mudou o mercado búlgaro de Constantinopla para Tessalônica, o que implicava em impostos maiores sobre os bens búlgaros. No mesmo ano, Simeão I derrotou os bizantinos perto de Adrianópolis e os bizantinos recorreram à diplomacia novamente: subornaram os magiares para que eles atacassem a Bulgária pelo nordeste. Em 895, eles cruzaram o Danúbio e venceram os búlgaros por duas vezes. Simeão recuou para Silistra e conseguiu defendê-la com sucesso. Em 896, ele persuadiu os pechenegues a ajudá-lo e, enquanto os magiares lutavam contra eles, Simeão e seu pai, Bóris I, que deixou o mosteiro para onde havia se retirado na ascensão do filho, reuniram um enorme exército e marcharam para a fronteira nordeste.

## A batalha
Simeão I ordenou que seu exército jejuasse por três dias e pediu que seus soldados se arrependessem de seus pecados e buscassem a ajuda de Deus. Terminado o jejum, a batalha se iniciou. Ela foi longa e feroz, mas os búlgaros lograram, ao final, vencer os magiares.
A vitória permitiu que Simeão marchasse com suas tropas para o sul, onde ele novamente derrotou os bizantinos na Batalha de Bulgarófigo. A guerra terminou com um tratado de paz que formalmente durou até por volta da morte de Leão VI, em 912, e sob o qual Bizâncio estava obrigada a pagar à Bulgária um tributo anual em troca do retorno de supostos 120 000 soldados e civis bizantinos capturados. Sob o tratado, os bizantinos também cederam a área entre o Mar Negro e o maciço de Strandzha aos búlgaros, enquanto estes prometeram não invadir o território bizantino. Os magiares só se recuperaram depois de quatro anos[carece de fontes?].